# 田耕莘
田 耕莘（でん こうしん、英語：Thomas Tien Ken-Sin,S.V.D.1890年10月24日 - 1967年7月24日）は、中国のカトリック聖職者で神言会士。洗礼名は「トマス」。アジア出身、非白人、神言会員として初めて枢機卿に任命された。また、2018年時点で唯一の神言会出身枢機卿でもある。（2024年12月に、2名の神言会聖職者タルチシオ菊地功、ラディスラウ・ネメットが枢機卿に親任された）
1946年にカトリック北京大司教に指名され、その後台湾に渡って台北大司教区管理者を務めた。また、輔仁大学が台湾で復興した後、初代理事長を務めた。

## 生涯
1890年10月24日、中国山東省陽穀県張秋鎮に生まれた。字は聘三。幼い頃から家は貧しく、父は早逝したため神言会士の福若瑟神父について同県の坡里庄聖堂に居住し、1901年（11歳）でカトリックの洗礼を受けた。その後は兗州の修道院に入り、1918年6月9日、兗州天主聖神主教座聖堂で神言会のヘニングハウス（Augustin Henninghaus,中国名：韓寧鎬）司教により司祭に叙階された。
1929年3月8日、オランダで神言会に入会し、1931年2月7日に神言会士としての終生誓願を立てた。1934年11月23日、陽穀の司牧を任され、1939年7月11日には陽穀の代牧司教に指名された。同年11月29日、教皇ピオ12世によって司教に叙階され、1940年12月、陽穀教区朝城県に中華聖母宣教修道女会を創立した。1942年11月10日には青島の代牧司教に転任した。
1946年2月18日、ローマのサン・ピエトロ大聖堂でピオ12世により極東出身者として初めて枢機卿に挙げられた。同年4月11日、彼の提案により中国での正式な聖職位階（ヒエラルキー）がローマ教皇庁の認可を受けて成立し、北京大司教に任命された。1949年より前にアメリカのシカゴに移り、北京に避難していたカトリック献県教区の趙振声司教が田耕莘の北京大司教区の代理として引き継いだ。
1958年10月、彼はバチカンに赴き、最初にコンクラーヴェに参加した中国人となった。1960年に台北大司教区の管理者に任命された。1963年の教皇ヨハネ23世逝去時には再びコンクラーヴェに参加した。
1966年3月1日に台北大司教区管理者を引退し、嘉義市の神言会修道院に居を定めた。その一年後の1967年7月24日、病により中華聖母伝宣教修道女会聖マルティン病院で逝去した。

## 記念
台湾新北市新店区には、彼の名を冠した天主教耕莘医院がある。